# Вересовський
Вересо́вський (також 5 км)  — пасажирська зупинна залізнична платформа Донецької дирекції Донецької залізниці на лінії Ларине — Іловайськ. Розташована на березі Старобешівського водосховища, Пролетарський район Донецька, Донецької області між станціями Менчугове (5 км) та Новий Світ (3 км).
Через військову агресію Росії на сході Україні транспортне сполучення припинене.